# Alta Lake (British Columbia)
Der Alta Lake ist ein See in der Resort Municipality Whistler in der kanadischen Provinz British Columbia.
Der ursprünglich Summit Lake genannte See wurde in Alta Lake umbenannt, um ihn nicht länger mit den vielen Summit Lakes in British Columbia zu verwechseln. Der Name wurde vom spanischen Wort für „hoch“ oder „hochliegend“ abgeleitet. Das Südende des Sees bildet die Wasserscheide zwischen den Einzugsgebieten des Green River und des Cheakamus River. Der See liegt in einer Höhe von 640 m und hat eine Fläche von etwa 1,1 km². Er misst etwa 2,2 km in Nord-Süd-Richtung und hat in Ost-West-Richtung eine maximale Breite von 675 m.
Quartiere rund um den See sind Alta Lake, die ursprüngliche Gemeinde in diesem Gebiet (heute als „Westside“ bezeichnet), Alta Vista und Whistler Cay Estates. Am Nordende des Sees bilden einige Hütten die ursprüngliche Ortslage von Rainbow Lodge, die Teil eines rustikalen Resorts war. Ein kommunaler Naturlehrpfad erstreckt sich entlang der Feuchtgebiete am River of Golden Dreams (auch Alta Creek genannt), welcher zum Green Lake führt. Ein angrenzender kommunaler Park, früher ein Provinzpark, befindet sich am Südende des Sees. An der Südspitze des Sees wird dieser vom Highway 99, der Sea-to-Sky-Highway, passiert.